# The Coming of the Terraphiles
The Coming of the Terraphiles (titre alternatif : The Pirates of the Second Aether) est un roman mélangeant science-fiction et heroic fantasy écrit par Michael Moorcock et publié en 2010. Ce livre met en scène les aventures de la onzième incarnation du Docteur et de Amy Pond, héros de la populaire série britannique Doctor Who.

## Résumé
Afin d'empêcher l'effondrement du Multivers, attaqué de toute part par d'étranges « vagues sombres », le Docteur et Amy rejoignent le groupe des Terraphiles, club regroupant divers grands amateurs de l'histoire de la Terre et de reconstitutions en tous genre. Afin de gagner la flèche d'Artémis, mystérieux artefact auquel on prête de puissants pouvoirs, ces derniers doivent participer à un grand tournoi de sports « médiévaux » (du moins, tels qu'ils ont été imaginés par les Terraphiles) organisé sur la planète Flynn, située dans le système stellaire de Miggea. Problème : le Docteur et Amy ne sont pas les seuls à avoir des vues sur cette flèche, aussi le voyage jusque Miggea et le tournoi se révèlent-ils être plus complexes que prévu...